# Tapiromorfs
Els tapiromorfs (Tapiromorpha) són un clade de mamífers perissodàctils. Els seus representants vivents són els rinoceronts i els tapirs. A més a més, contenen tot un seguit de representants extints el registre fòssil dels quals es remunta a l'Eocè inferior. Entre els tapiromorfs extints més notables hi ha els calicotèrids, que es movien sobre les falanges mitjanes de les mans i ocupaven un nínxol ecològic comparable al dels goril·les. Tenen les dents postcanines de tipus més lofodont que els equoïdeus, diferència particularment visible en els tàxons més derivats.